# 脾细胞
脾细胞（英語：splenocyte）是在脾臟中的單核球，是免疫系統的一員。單核球是五種主要的白血球之一。
（註：Splenocyte照字面翻譯為「脾細胞」，但不建議翻成中文。）